# Turkovčina
Turkovčina – wieś w Chorwacji, w żupanii zagrzebskiej, w gminie Bedenica. W 2011 roku liczyła 334 mieszkańców.